# Bahnstrecke Hohenebra–Ebeleben
| |                      |                                             |                                             |
| Streckennummer (DB): | 6718                 |                                             |                                             |
| Kursbuchstrecke: | 159n (1934)          |                                             |                                             |
| Streckenlänge: | 8,7 km               |                                             |                                             |
| Spurweite: | 1435 mm (Normalspur) |                                             |                                             |
| Streckengeschwindigkeit: | 20 km/h              |                                             |                                             |
| |                      |                                             |                                             |
| \| \| \| von Wolkramshausen \| \| \| \| 0,0 \| Hohenebra \| Hohenebra \| \| \| \| K 519 (Am Bahnhof) \| \| \| \| \| nach Erfurt Hbf \| \| \| \| 0,4 \| Infrastrukturgrenze DB InfraGO – RbT \| Infrastrukturgrenze DB InfraGO – RbT \| \| \| 0,7 \| Waldweg \| Waldweg \| \| \| 1,6 \| Bundesstraße 249 \| Bundesstraße 249 \| \| \| \| Höckelsgraben / Etzelsbach \| \| \| \| 2,9 \| K 7 (Am Bahnhofsberg) \| K 7 (Am Bahnhofsberg) \| \| \| 2,9 \| Schernberg \| Schernberg \| \| \| 2,9 \| Sumpfbach \| Sumpfbach \| \| \| \| Furchgraben \| \| \| \| \| Bohnentalgraben \| \| \| \| 4,5 \| (Schernberg-) Gundersleben \| (Schernberg-) Gundersleben \| \| \| 5,0 \| Ebelebener Straße \| Ebelebener Straße \| \| \| 6,4 \| Feldweg \| Feldweg \| \| \| \| Körnerbach \| \| \| \| 7,7 17,8 \| Abzw. Ebeleben Süd (Neutrassierung um 1974) \| Abzw. Ebeleben Süd (Neutrassierung um 1974) \| \| \| \| Bundesstraße 249 \| \| \| \| \| von Greußen \| \| \| \| 8,7 \| Ebeleben \| Ebeleben \| \| \| 18,3 \| Himmelsberger Weg \| Himmelsberger Weg \| \| \| 18,9 \| Ebeleben (neuer Bahnhof) \| Ebeleben (neuer Bahnhof) \| \| \| \| nach Keula \| \| \| \| \| nach Mühlhausen \| \| |                      |                                             |                                             |
| Strecke |                      | von Wolkramshausen                          | von Wolkramshausen                          |
| Dienststation / Betriebs- oder Güterbahnhof | 0,0                  | Hohenebra                                   | Hohenebra                                   |
| Strecke mit Straßenbrücke |                      | K 519 (Am Bahnhof)                          | K 519 (Am Bahnhof)                          |
| Abzweig geradeaus und nach links |                      | nach Erfurt Hbf                             | nach Erfurt Hbf                             |
| Wechsel des Eisenbahninfrastrukturunternehmens | 0,4                  | Infrastrukturgrenze DB InfraGO – RbT        | Infrastrukturgrenze DB InfraGO – RbT        |
| Bahnübergang | 0,7                  | Waldweg                                     | Waldweg                                     |
| Bahnübergang | 1,6                  | Bundesstraße 249                            | Bundesstraße 249                            |
| Brücke über Wasserlauf |                      | Höckelsgraben / Etzelsbach                  | Höckelsgraben / Etzelsbach                  |
| Bahnübergang | 2,9                  | K 7 (Am Bahnhofsberg)                       | K 7 (Am Bahnhofsberg)                       |
| ehemaliger Haltepunkt / Haltestelle | 2,9                  | Schernberg                                  | Schernberg                                  |
| Brücke über Wasserlauf | 2,9                  | Sumpfbach                                   | Sumpfbach                                   |
| Brücke über Wasserlauf |                      | Furchgraben                                 | Furchgraben                                 |
| Brücke über Wasserlauf |                      | Bohnentalgraben                             | Bohnentalgraben                             |
| ehemaliger Bahnhof | 4,5                  | (Schernberg-) Gundersleben                  | (Schernberg-) Gundersleben                  |
| Bahnübergang | 5,0                  | Ebelebener Straße                           | Ebelebener Straße                           |
| Bahnübergang | 6,4                  | Feldweg                                     | Feldweg                                     |
| Brücke über Wasserlauf |                      | Körnerbach                                  | Körnerbach                                  |
| Strecke von links · Abzweig ehemals geradeaus und nach rechts | 7,7 17,8             | Abzw. Ebeleben Süd (Neutrassierung um 1974) | Abzw. Ebeleben Süd (Neutrassierung um 1974) |
| Strecke · Bahnübergang (Strecke außer Betrieb) |                      | Bundesstraße 249                            | Bundesstraße 249                            |
| Strecke · Abzweig geradeaus und von links (Strecke außer Betrieb) |                      | von Greußen                                 | von Greußen                                 |
| Strecke · Bahnhof (Strecke außer Betrieb) | 8,7                  | Ebeleben                                    | Ebeleben                                    |
| Bahnübergang · Strecke (außer Betrieb) | 18,3                 | Himmelsberger Weg                           | Himmelsberger Weg                           |
| Dienststation / Betriebs- oder Güterbahnhof · Strecke (außer Betrieb) | 18,9                 | Ebeleben (neuer Bahnhof)                    | Ebeleben (neuer Bahnhof)                    |
| Abzweig ehemals quer und nach rechts · Abzweig geradeaus und nach rechts (Strecke außer Betrieb) |                      | nach Keula                                  | nach Keula                                  |
| Strecke (außer Betrieb) |                      | nach Mühlhausen                             | nach Mühlhausen                             |

Die Bahnstrecke Hohenebra–Ebeleben ist eine Nebenbahn in Thüringen, die ursprünglich durch die Hohenebra-Ebelebener Eisenbahn (HEE) erbaut und betrieben wurde. Sie zweigt in Hohenebra von der Bahnstrecke Wolkramshausen–Erfurt ab und führt nach Ebeleben.

## Geschichte
In der Unterherrschaft des Fürstentums Schwarzburg-Sondershausen, die südlich des Höhenzuges der Hainleite liegt, gab es im 19. Jahrhundert zunächst nur eine Eisenbahnstrecke, die 1869 von der Nordhausen-Erfurter Eisenbahn-Gesellschaft eröffnet worden war. Sie führte von Nordhausen über die Residenzstadt Sondershausen in südlicher Richtung nach Erfurt (Bahnstrecke Wolkramshausen–Erfurt).

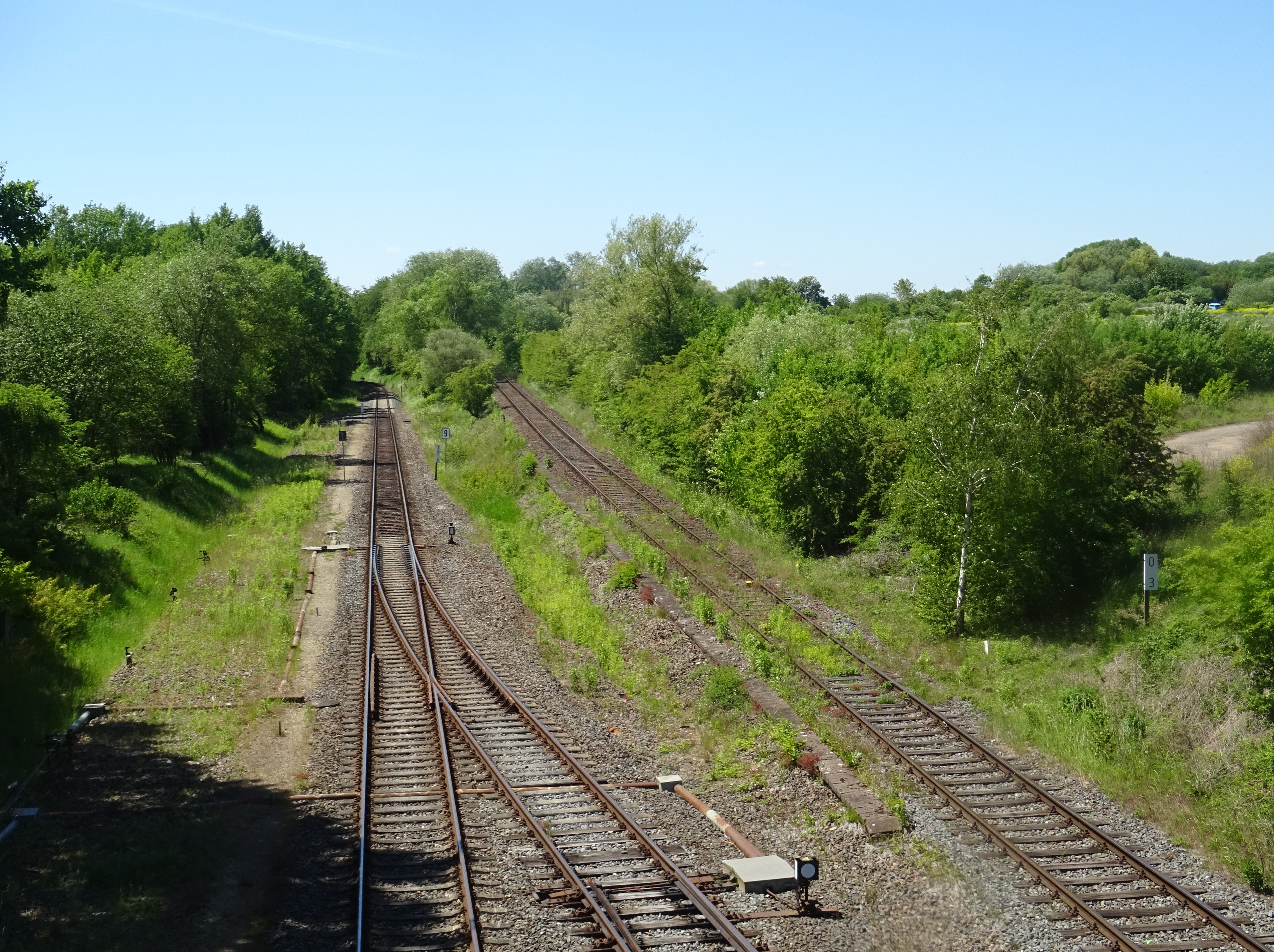
Bahnhof Hohenebra. Die Strecke nach Ebeleben zweigt rechts von der nach Erfurt ab.

Von der an dieser Bahnlinie gelegenen Station Hohenebra ließ die Landesregierung durch das Eisenbahnunternehmen Herrmann Bachstein eine neun Kilometer lange Nebenbahn nach dem Marktflecken Ebeleben erbauen, der zwar nur knapp 1700 Einwohner zählte, aber Hauptort eines Amtsbezirks im Helbetal war. Die Firma Bachstein führte vom Tag der Eröffnung, dem 20. November 1883, zunächst als Pächter den Betrieb der Bahn. Sie wurde am 1. Juni 1884 auch ihr Eigentümer und brachte die HEE am 11. Februar 1895 in die neu gegründete Süddeutsche Eisenbahn-Gesellschaft (SEG) ein. Die Betriebsführung änderte sich dadurch nicht.
Bachstein fasste die Bahn später mit der Greußen-Ebeleben-Keulaer Eisenbahn in einer Betriebsgemeinschaft mit der Bahnverwaltung in Ebeleben zusammen. Diese bestand bis 1946, als das Land Thüringen diese Privatbahnen enteignete und sie später der Deutschen Reichsbahn unterstellte.
Am 28. September 1974 endete der Personenverkehr von Hohenebra nach Ebeleben und weiter nach Schlotheim auf der Bahn nach Mühlhausen. Auf der Greußen-Ebeleben-Keulaer Eisenbahn endete dieser bereits vorher. Der Güterverkehr wurde auf dem Abschnitt Ebeleben–Menteroda zur Bedienung des dortigen Kalibergwerkes und eines Kraftwerkes noch bis Ende der neunziger Jahre betrieben. Zuletzt wurde dieser Streckenabschnitt, ebenso wie derjenige zwischen Ebeleben und Rockensußra, zum Abstellen von zahlreichen, nicht mehr benötigten Güterwagen benutzt. Nachdem diese im Sommer 2011 zur Verschrottung abgefahren wurden, werden beide Streckenäste nicht mehr genutzt.
Von Hohenebra nach Ebeleben, wo an anderer Stelle ein neuer Bahnhof entstand, wurde die Strecke 1974 erneuert und dient noch heute dem Güterverkehr, wobei Holz-, Gas- und Getreidewagen regelmäßig, zum Teil in Ganzzügen befördert werden. Die Strecke wurde zunächst von der Kommunalen Infrastrukturgesellschaft „Ebelebener Netz“ mbH erworben und die Betriebsführung erfolgte durch das Eisenbahninfrastrukturunternehmen RbT Regiobahn Thüringen. Seit Anfang Juni 2011 ist die RbT auch Besitzerin der Strecke, die sie als öffentliche Eisenbahninfrastruktur betreibt.
Da die verlegten Bahnschwellen von der Alkali-Kieselsäure-Reaktion betroffen waren, konnte die Strecke nur noch mit 10 km/h befahren werden. Um den noch mehrmals wöchentlich stattfindenden Güterverkehr aufrechterhalten zu können, mussten in den folgenden Jahren die geschädigten Schwellen ausgewechselt und die Weichen im Ebelebener Güterbahnhof saniert werden. So konnte die Streckenhöchstgeschwindigkeit auf 20 km/h angehoben werden.